# Octafluornaphthalin
Octafluornaphthalin ist eine chemische Verbindung aus der Gruppe der PAK-Derivate.

## Gewinnung und Darstellung
Octafluornaphthalin kann durch Reaktion von Octachlornaphthalin mit Kaliumfluorid in Sulfolan gewonnen werden. Für diese Verwendung besteht eine befristete Ausnahme vom globalen Verbot der polychlorierten Naphthaline durch das Stockholmer Übereinkommen.

## Eigenschaften
Octafluornaphthalin ist ein weißer kristalliner Feststoff, der bei 87–88 °C schmilzt, bei 209 °C gasförmig wird und praktisch unlöslich in Wasser ist.

## Verwendung
Octafluornaphthalin ist ein wichtiges organisches Zwischenprodukt. Es kann zur Herstellung von Agrochemikalien, Arzneistoffen und Farbstoffen eingesetzt werden.
Octafluornaphthalin wird unter anderem als Standard zu Evaluierung der Sensitivität von GC-MS-Geräten verwendet.